# Yannick Tifu
Yannick Tifu (né le 12 octobre 1984 à Brossard, dans la province de Québec au Canada) est un joueur de hockey sur glace professionnel canadien. Il est également entraîneur. 

## Vie privée
Yannick Tifu est né à Brossard de parents roumains.

## Carrière
Il commence sa carrière en 2001 aux Huskies de Rouyn-Noranda en Ligue de hockey junior majeur du Québec. Tifu y dispute son premier match le 14 septembre 2001, au cours d'un gain 8-5 des Huskies contre le Titan d'Acadie-Bathurst, et enregistre une aide. Par la suite, il évolue dans la LHJMQ pendant 4 saisons. 
En 2005, il rejoint la UHL avec IceHogs de Rockford. La saison suivante, il rejoint l'ECHL où il marque plus d'un point par match en jouant avec les RoadRunners de Phoenix puis les Bombers de Dayton. En 2006-2007, il termine quatrième lors de l'élection du meilleur joueur de l'ECHL.

### LNAH
Après une carrière dans la LAH, l'ECHL et la Ligue Magnus en France, il rejoint le Cool FM de Saint-Georges dans la LNAH le 11 août 2016. Le 31 octobre 2017, il est échangé aux Draveurs de Trois-Rivières. Après une saison à Trois-Rivières, Yannick Tifu revient avec l'équipe qui l'a repêchée, le Cool FM de St-Georges, le 5 août 2018. Après avoir d'abord annoncé sa retraite au printemps 2024, il revient sur sa décision et signe un contrat avec les Pétroliers de Laval pour la saison 2024-2025.

### Hockey balle
En parallèle à sa carrière sur glace, il joue dans diverses équipes et ligues de hockey balle, dont la Ligue Nationale Hockey Balle. Il représente également le Canada sur la scène internationale, aidant l'équipe à remporter le championnat mondial à Buffalo en 2023.

## Statistiques
| Saison    | Équipe                         | Ligue        |    | Saison régulière | Saison régulière | Saison régulière | Saison régulière | Saison régulière |    | Séries éliminatoires | Séries éliminatoires | Séries éliminatoires | Séries éliminatoires | Séries éliminatoires |
| Saison    | Équipe                         | Ligue        | PJ | B                | A                | Pts              | Pun              | PJ               | B  | A                    | Pts                  | Pun                  |                      |                      |
| 2001-2002 | Huskies de Rouyn-Noranda       | LHJMQ        | 69 | 8                | 17               | 25               | 48               | 4                | 1  | 0                    | 1                    | 4                    |                      |                      |
| 2002-2003 | Huskies de Rouyn-Noranda       | LHJMQ        | 70 | 21               | 30               | 51               | 74               | 4                | 0  | 1                    | 1                    | 0                    |                      |                      |
| 2003-2004 | Huskies de Rouyn-Noranda       | LHJMQ        | 70 | 42               | 48               | 90               | 39               | 11               | 4  | 6                    | 10                   | 8                    |                      |                      |
| 2004-2005 | Huskies de Rouyn-Noranda       | LHJMQ        | 70 | 28               | 54               | 82               | 55               | 10               | 5  | 1                    | 6                    | 11                   |                      |                      |
| 2005-2006 | IceHogs de Rockford            | UHL          | 76 | 23               | 49               | 72               | 102              | 9                | 1  | 7                    | 8                    | 12                   |                      |                      |
| 2006-2007 | RoadRunners de Phoenix         | ECHL         | 13 | 2                | 10               | 12               | 20               | -                | -  | -                    | -                    | -                    |                      |                      |
| 2006-2007 | Bombers de Dayton              | ECHL         | 13 | 2                | 10               | 12               | 20               | -                | -  | -                    | -                    | -                    |                      |                      |
| 2007-2008 | Bombers de Dayton              | ECHL         | 39 | 15               | 42               | 57               | 39               | -                | -  | -                    | -                    | -                    |                      |                      |
| 2007-2008 | River Rats d'Albany            | LAH          | 9  | 2                | 3                | 5                | 0                | -                | -  | -                    | -                    | -                    |                      |                      |
| 2007-2008 | Americans de Rochester         | LAH          | 15 | 1                | 2                | 3                | 15               | -                | -  | -                    | -                    | -                    |                      |                      |
| 2008-2009 | Everblades de la Floride       | ECHL         | 24 | 6                | 27               | 33               | 49               | 3                | 1  | 2                    | 3                    | 2                    |                      |                      |
| 2008-2009 | River Rats d'Albany            | LAH          | 37 | 3                | 15               | 18               | 33               | -                | -  | -                    | -                    | -                    |                      |                      |
| 2009-2010 | Salmon Kings de Victoria       | ECHL         | 6  | 0                | 0                | 0                | 6                | -                | -  | -                    | -                    | -                    |                      |                      |
| 2009-2010 | Jackals d'Elmira               | ECHL         | 48 | 15               | 41               | 56               | 69               | 5                | 2  | 3                    | 5                    | 6                    |                      |                      |
| 2009-2010 | River Rats d'Albany            | LAH          | 3  | 1                | 0                | 1                | 4                |                  |    |                      |                      |                      |                      |                      |
| 2009-2010 | Senators de Binghamton         | LAH          | 7  | 2                | 1                | 3                | 2                |                  |    |                      |                      |                      |                      |                      |
| 2010-2011 | Jackals d'Elmira               | ECHL         | 64 | 28               | 45               | 73               | 109              |                  |    |                      |                      |                      |                      |                      |
| 2010-2011 | Senators de Binghamton         | LAH          | 10 | 0                | 1                | 1                | 2                | -                | -  | -                    | -                    | -                    |                      |                      |
| 2011-2012 | Express de Chicago             | ECHL         | 17 | 3                | 8                | 11               | 19               | -                | -  | -                    | -                    | -                    |                      |                      |
| 2011-2012 | Royals de Reading              | ECHL         | 52 | 20               | 39               | 59               | 46               | 5                | 2  | 1                    | 3                    | 2                    |                      |                      |
| 2012-2013 | Royals de Reading              | ECHL         | 72 | 27               | 45               | 72               | 84               | 22               | 12 | 13                   | 25                   | 14                   |                      |                      |
| 2013-2014 | Royals de Reading              | ECHL         | 60 | 19               | 29               | 48               | 59               | 5                | 0  | 0                    | 0                    | 0                    |                      |                      |
| 2014-2015 | Ducs d'Angers                  | Ligue Magnus | 26 | 14               | 21               | 35               | 48               | 10               | 3  | 4                    | 7                    | 12                   |                      |                      |
| 2015-2016 | Beast de Brampton              | ECHL         | 5  | 1                | 1                | 2                | 2                | -                | -  | -                    | -                    | -                    |                      |                      |
| 2015-2016 | Royals de Reading              | ECHL         | 61 | 18               | 25               | 43               | 46               | 14               | 2  | 6                    | 8                    | 8                    |                      |                      |
| 2016-2017 | Cool FM 103,5 de Saint-Georges | LNAH         | 40 | 18               | 32               | 50               | 36               | 12               | 4  | 12                   | 16                   | 20                   |                      |                      |
| 2017-2018 | Cool FM 103,5 de Saint-Georges | LNAH         | 8  | 0                | 6                | 6                | 2                | -                | -  | -                    | -                    | -                    |                      |                      |
| 2017-2018 | Draveurs de Trois-Rivières     | LNAH         | 30 | 12               | 20               | 32               | 23               | 5                | 2  | 1                    | 3                    | 2                    |                      |                      |
| 2018-2019 | Cool FM 103,5 de Saint-Georges | LNAH         | 36 | 13               | 29               | 42               | 26               | 9                | 5  | 5                    | 10                   | 20                   |                      |                      |
| 2019-2020 | Cool FM 103,5 de Saint-Georges | LNAH         | 36 | 16               | 32               | 48               | 10               | -                | -  | -                    | -                    | -                    |                      |                      |
| 2021-2022 | Cool FM 103,5 de Saint-Georges | LNAH         | 28 | 14               | 23               | 37               | 12               | 11               | 2  | 9                    | 11                   | 22                   |                      |                      |
| 2022-2023 | Cool FM 103,5 de Saint-Georges | LNAH         | 35 | 14               | 40               | 54               | 34               | 17               | 9  | 17                   | 26                   | 6                    |                      |                      |

## Trophées et honneurs personnels
- East Coast Hockey League : sélectionné pour le Match des étoiles avec l'association américaine en 2008.